# عمارت دهدشتی
عمارت دهدشتی (بوشهر)، واقع در بخش مرکزی شهرستان بندر بوشهر یکی از آثارهای تاریخی و از نقاط دیدنی استان بوشهر در جنوب ایران است.
«عمارت دهدشتی بوشهر» در خیابان انقلاب و در ضلع شمال غربی مسجد امام و پشت بانک مسکن شعبه مرکزی قرار دارد، این بنا در بافت قدیم در محله کوتی شهر بوشهر واقع می‌باشد. این بنا در دورهٔ قاجاریه توسط حاج غلامحسین دهدشتی شاهرخ که تاجر روغن بوده احداث گردیده و به «عمارت دهدشتی» مشهور شده است. اسناد تجاری زیادی در این خانه پیدا شده که هم‌اکنون طبقه‌بندی شده و در سازمان میراث فرهنگی نگهداری می‌شوند. بعضی از اسناد به خط برجسته سیاق است و قدمت برخی از تمبرهای اسناد به ۲۰۰ سال پیش می‌رسد. این تمبرها مربوط به کشورهای بریتانیا، هندوستان، آلمان و نیز تمبرهای عصر قاجاریه است.
این ساختمان به لحاظ معماری از اهمیت فوق‌العاده خاصی برخوردار بوده و چهار طبقه دارد. اکثر ساختمان‌های بافت تاریخی بوشهر دو طبقه و تعداد انگشت شماری سه طبقه بوده‌اند. عمده مصالح تشکیل دهنده آن را گچ، سنگ‌های مرجانی، آهک، چوب ساج و (صندل) چندل تشکیل می‌دهند. پوشش سقف از چوب صندل است. سقف اتاق پذیرایی نقاشی رنگ و روغن شده که برگرفته از نقاشی اروپایی می‌باشد. تزیینات و گچبری بسیار زیبایی در داخل اتاق‌ها و سیستم در
و پنجره‌ها به کار گرفته شده است که توجه هر بیننده‌ای را به خود جلب می‌نماید. هم چنین گره چینی هلال‌ها، درها، کنده کاری روی اتاق‌ها و پنجره‌های دیواری از عوامل تزیین است. شیشه‌های رنگی باعث تلطیف نور و زیبایی بیشتر ساختمان شده‌اند. ساختمان دارای چند ارسی زیبا با گره چینی و شیشه‌های رنگی است. عمارت دهدشتی کاربری تجاری و مسکونی داسته و اکنون نیز ممکن است به صورت موزه فرهنگ مورد استفاده قرار گیرد. این بنا از سال ۱۳۷۷ توسط میراث فرهنگی بوشهر مرمت شده است. از جمله اقدامات مرمتی انجام شده در این بنا می‌توان به شمع‌گذاری قسمت‌های در حال تخریب‚ تعمیر پشت بام و بازسازی و مرمت قسمت‌های فروریخته اشاره کرد.

## موزه تاریخ پزشکی خلیج فارس

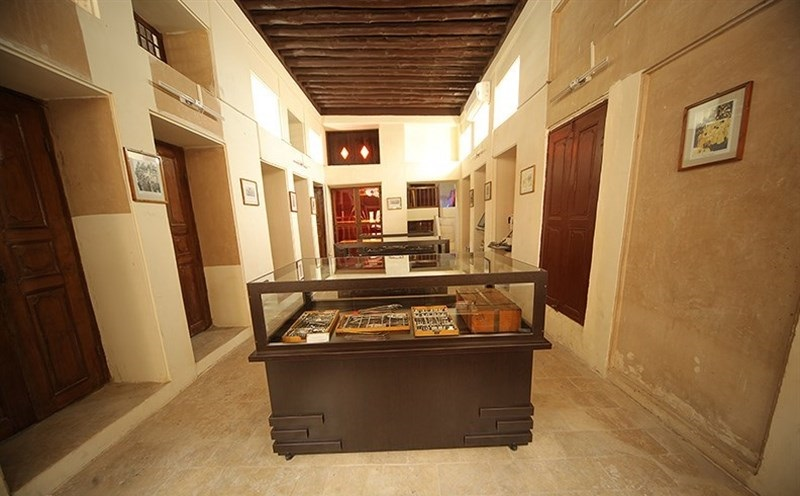
موزه تاریخ پزشکی خلیج فارس

در حال حاضر موزه تاریخ پزشکی خلیج فارس در این عمارت قرار دارد.